# Rino Albertarelli
Rino Albertarelli (* 8. Juni 1908 in Cesena, Italien; † 21. September 1974 in Mailand, Italien) war ein italienischer Comiczeichner und Illustrator.

## Leben und Werk
Aufgrund der schwierigen wirtschaftlichen Situation seiner Familie brach Albertarelli seine Ausbildung ab und begann zu arbeiten. Im Alter von 20 Jahren zog er nach Mailand und arbeitete als Illustrator für diverse Zeitschriften. Nach Absolvierung des Wehrdienstes arbeitete Albertarelli mit verschiedenen Verlegern zusammen. Seinen ersten Comic mit dem Titel I pirati del Pacifico veröffentlichte er im Jahr 1936 in der Kinderzeitschrift Argentovivo. Im darauffolgenden Jahr begann Albertarelli seine Zusammenarbeit mit dem Verlagshaus Mondadori, für das er unter anderem die Comics Kit Carson, Dottor Faust, Gino e Gianni, Un gentiluomo di 16 anni und Gioietta Portafortuna zeichnete. Zu Beginn der 1950er Jahre wandte er sich der Illustration zu und zeichnete über 20 Jahre keine Comics mehr. Albertarelli fing 1973 wieder an, Comics zu zeichnen, starb jedoch ein Jahr später.
Albertarelli erhielt 1974 den Yellow Kid.